# Terremoto de Taltal de 1966
El Terremoto de Taltal de 1966 fue un sismo registrado el 28 de diciembre de 1966 a las 04:18:07 a. m. (UTC−4), con una magnitud de 7,7 Mw. y VIII en la escala de Mercalli.
Se pudo percibir entre Arica y Copiapó, aunque su destrucción llegó hasta Talcahuano. La ciudad más afectada fue Taltal, en donde el 68 % de las estructuras colapsaron. Murieron 6 personas, y hubo 30 heridos y 975 damnificados. También se produjo un tsunami de hasta 5.8 metros de altura, el cual incluso tocó costas de Talcahuano.